# The Woman in Black
The Woman in Black är en brittisk-svensk-kanadensisk övernaturlig skräckfilm från 2012 i regi av James Watkins. Filmens manus, skrivet av Jane Goldman, är baserat på Susan Hills roman med samma namn. Filmen är producerad av Hammer Film Productions och det svenska Film i Väst. I huvudrollen ses Daniel Radcliffe.
Filmen hade biopremiär den 3 februari 2012 i Nordamerika, den 10 februari i Storbritannien och den 27 april i Sverige.

## Handling
Den edvardianska tiden. Den unge änklingen och advokaten Arthur Kipps (Daniel Radcliffe) får i uppdrag att reda upp ett dödsbo i en by som ligger ensligt belägen på den engelska landsbygden. När han möter invånarna förstår han snart att de döljer en mörk hemlighet. 
Alla undviker att besöka och tala om den förfallna egendomen som tillhört kvinnan som dött. Trots att han blir varnad beger han sig dit och gör en fasansfull upptäckt - huset är hemsökt av en vålnad som söker sin döde son som hennes syster lät dö i vattnet som ligger i närheten av huset.

## Rollista i urval
- Daniel Radcliffe - Arthur Kipps
- Ciarán Hinds - Sam Daily
- Janet McTeer - Elizabeth Daily
- Liz White - Jennet Humfrye, the Woman in Black
- Sophie Stuckey - Stella Kipps
- Misha Handley - Joseph Kipps
- Daniel Cerqueira - Keckwick
- Tim McMullan - Jerome
- Aoife Doherty - Lucy Jerome
- Roger Allam - Mr Bentley
- Victor McGuire - Gerald Hardy
- Alexia Osborne - Victoria Hardy
- David Burke - PC Collins
- Ashley Foster - Nathaniel Drablow
- Jessica Raine - Josephs barnvakt
- Shaun Dooley - Fisher
- Mary Stockley - Mrs Fisher
- Sidney Johnston - Nicholas Daily